# Duripelta minuta
Duripelta minuta là một loài nhện trong họ Orsolobidae.
Loài này thuộc chi Duripelta. Duripelta minuta được Raymond Robert Forster miêu tả năm 1956.